# Centrale photovoltaïque de Beneixama
La centrale photovoltaïque de Beneixama était à la fin de sa construction en septembre 2007 la plus grande centrale solaire photovoltaïque au monde. Elle est située dans la Province d'Alicante en Espagne. D'une puissance-crête de 20 MWc, elle produit en moyenne 30 GWh d'énergie électrique chaque année.
Elle a depuis été dépassée par de nombreuses autres installations à travers le monde, certaines centrales en construction affichant une puissance allant jusqu'à 550 MWc.